# Las chicas del cable
Las chicas del cable es la primera serie original de Netflix producida en España. Está protagonizada por Blanca Suárez, Yon González, Maggie Civantos, Ana Fernández, Nadia de Santiago, Martiño Rivas, Ana Polvorosa y Nico Romero. Creada por Ramón Campos, Gema Neira y Teresa Fernández. Se estrenó mundialmente el 28 de abril de 2017. El 25 de diciembre tuvo lugar la segunda temporada y el 7 de septiembre de 2018 la tercera. A finales de ese mismo año se inician el rodaje de una cuarta temporada, cuyo estreno se produjo el 9 de agosto de 2019, cuando ya había sido iniciado el rodaje de la quinta temporada con la baja de Maggie Civantos y el fichaje de la joven Denisse Peña.
El 14 de febrero de 2020 se estrenó la primera parte de la quinta temporada de la serie. 
Uno de los temas que abarca esta serie es la amistad, la cual muestra cómo a pesar de todos los problemas que surgen, las protagonistas siguen juntas y se apoyan mutuamente en todo momento. Asimismo, otro de los tema de importancia que es la lucha por la igualdad, ya que se observa continuamente cómo ellas quieren dejar en claro la igualdad de derechos en ambos sexos. 
Las chicas del cable se grabó con una intención, siendo ésta que las mujeres se sientan poderosas, valientes, independientes y libres sin necesidad de depender de ninguna persona para poder conseguir lo que se proponen y defender sus ideales.
Es una serie creada por Ramón Campos, Gema R. Neira y Teresa Fernández y dirigida por Ramón Campos.

## Trama
Cuatro mujeres de la Compañía Telefónica Nacional española promueven una revolución involucrada en amores, amistades y el progreso hacia una evolución para la mujer en Madrid de 1928.

## Sinopsis
La trama de la serie se centra principalmente en la vida de cuatro mujeres teleoperadoras de la Compañía de telefonía, y aunque en un inicio el oficio de operador telefónico fuese destinado a los hombres - jóvenes que hasta entonces se habían encargado de entregar telegramas - rápidamente pasó a ser un trabajo principalmente realizado por mujeres, porque era un oficio para el que se necesitaba un alto nivel de paciencia y conllevaba mucho estrés y muchos de los antiguos trabajadores no se acabaron de adaptar a la nueva tarea. Las operadoras se encargaban de conectar de manera manual las llamadas para poner en contacto a los interlocutores, y aunque la serie esté ambientada en la década de 1920, en España ya había operadoras telefónicas desde el año 1886 y en Cuba incluso antes, en 1877. Durante casi todo el siglo XX, hasta 1988, España tuvo centrales manuales hasta que finalmente acabó automatizando completamente el servicio telefónico. La última central manual de España fue la de Polopos, un pueblo de la provincia de Granada.
Para trabajar de operadora telefónica las mujeres debían cumplir ciertos requisitos: debían tener entre 18 y 27 años, no llevar gafas, estar solteras y ser capaces de estirar los brazos hasta un mínimo de 155 centímetros. Aparte de estos requisitos también debían superar ciertas pruebas de aptitud.
Y así como en la serie se representa a las telefonistas como un referente feminista, esto también fue una realidad: las primeras mujeres en trabajar como operadoras telefónicas marcaron un antes y un después en el mercado laboral para las mujeres, porque se salían de los estándares que hasta entonces se les habían marcado y lograron hacerse un hueco en el mundo laboral, mundo que en aquellos años estaba dominado completamente por hombres. Sin embargo, su carrera laboral como telefonistas acostumbraba a ser bastante corta, ya que una vez casadas las mujeres no podían seguir trabajando como telefonistas.

La primera temporada se sitúa en 1928 y presenta los problemas de vida de cada una de las protagonistas convergiendo al conseguir trabajar como telefonistas en la Primera Central de Telefonía de Madrid. Alba Romero, con el seudónimo Lidia Aguilar, es una ladrona buscando evadir la condena, robando en la compañía; Ángeles Vidal es la empleada veterana con un marido empeñado en hacerla abandonar su profesión; Carlota Rodríguez de Senillosa proviene de una familia privilegiada que le prohíbe el ser independiente; y Marga Suárez intenta encajar en la ajetreada vida de ciudad. 

La segunda temporada continua en 1929, presentando a las chicas encubriendo un crimen de la policía para conservar su recién adquirida libertad. Lidia se enfrentará a los grandes amores de su vida por un puesto directivo en la compañía; Marga sufrirá el acoso de una ex amante de Pablo, su prometido; Carlota y Sara verán su relación comprometida por conflictos de identidad y Ángeles se arriesgará por protegerse a ella y sus amigas.
La tercera temporada se desarrolla en 1930: las chicas han conseguido formar vidas aparentemente plenas hasta que una nueva tragedia comienza a fracturarlas. Lidia intentará encontrar a un familiar dado por muerto; Ángeles buscará recuperar su libertad; Carlota defenderá sus ideales, enfrentándose a situaciones cada vez más escabrosas; y Marga verá su matrimonio romperse con la intrusión de su cuñado.
La cuarta temporada resitúa la serie en 1931, en una época de cambios políticos, la candidatura de Carlota sufre un revés inesperado que la pone en grave peligro. Lidia enfrenta grandes dilemas tras la pérdida de un ser amado; Marga busca sobreponerse al duelo de la ruptura; y Ángeles muestra su faceta más oscura.
La quinta temporada se divide en dos partes y plantea la acción durante la guerra civil española con Lidia volviendo a España en búsqueda de Sofía, la hija de Ángeles recién inscrita en el ejército, reuniéndose con el resto de las chicas en un enfrentamiento que podría destruir todo por lo que han luchado.

## Reparto

### Principales
| Actor / Actriz    | Personaje                                      | Temporada  | Temporada | Temporada  | Temporada  | Temporada | Temporada | Capítulos |
| Actor / Actriz    | Personaje                                      | 1          | 2         | 3          | 4          | 5         | 5         | Capítulos |
| ----------------- | ---------------------------------------------- | ---------- | --------- | ---------- | ---------- | --------- | --------- | --------- |
| Blanca Suárez     | Lidia Aguilar Dávila nacida Alba Romero Méndez | Principal  | Principal | Principal  | Principal  | Principal | Principal | 42        |
| Yon González      | Francisco Gómez García                         | Principal  | Principal | Principal  | Principal  | Principal | Principal | 42        |
| Maggie Civantos   | Ángeles Vidal                                  | Principal  | Principal | Principal  | Principal  |           | Invitada  | 35        |
| Ana Fernández     | Carlota Rodríguez de Senillosa                 | Principal  | Principal | Principal  | Principal  | Principal | Principal | 42        |
| Nadia de Santiago | María Inmaculada "Marga" Suárez Pazos          | Principal  | Principal | Principal  | Principal  | Principal | Principal | 42        |
| Martiño Rivas     | Carlos Cifuentes Benavides                     | Principal  | Principal | Principal  | Principal  | Principal |           | 37        |
| Ana Polvorosa     | Sara Millán / Óscar Millán                     | Principal  | Principal | Principal  | Principal  | Principal | Principal | 42        |
| Nico Romero       | Pablo Santos Villanueva                        | Principal  | Principal | Principal  | Principal  | Principal | Principal | 42        |
| Nico Romero       | Julio Santos Villanueva                        |            |           | Principal  |            | Principal | Invitado  | 13        |
| Borja Luna        | Miguel Pascual                                 | Principal  | Principal | Principal  | Principal  | Principal |           | 32        |
| Ángela Cremonte   | Elisa Cifuentes Benavides                      | Principal  | Principal | Principal  | Principal  |           | Principal | 32        |
| Sergio Mur        | Mario Pérez                                    | Principal  | Invitado  |            |            |           |           | 17        |
| Iria del Río      | Carolina Moreno                                | Principal  | Principal | Invitada   |            |           |           | 16        |
| Concha Velasco    | Doña Carmen Benavides de Cifuentes             | Principal  | Principal | Principal  | Principal  | Invitada  | Principal | 37        |
| Kiti Mánver       | Victoria                                       | Recurrente | Invitada  | Recurrente | Recurrente | Principal |           | 20        |
| Ernesto Alterio   | Sebastián Uribe                                |            | Principal | Principal  |            |           |           | 13        |
| Antonio Velázquez | Inspector Cristóbal Cuevas Moreno              |            | Principal | Principal  | Principal  | Invitado  |           | 22        |
| Luis Fernández    | Pedro Guzmán nacido Juan                       |            | Invitado  | Principal  |            |           |           | 6         |
| Carles Francino   | Sergio Andrade nacido de apellido Díaz         |            |           |            | Principal  |           |           | 6         |
| Anahí Civantos    | Sofía Pérez Vidal                              | Recurrente | Invitada  |            | Invitada   | Invitada  |           | 6         |
| Denisse Peña      | Sofía Pérez Vidal                              |            |           |            |            | Principal | Principal | 10        |
| Valentina Zenere  | Camila Salvador                                |            |           |            |            | Principal | Principal | 9         |
| Miguel Diosdado   | Isidro Barrero                                 |            |           |            |            | Principal | Principal | 9         |
| Raúl Mérida       | Felipe Barrero                                 |            |           |            |            | Principal | Principal | 8         |
| Alex Hafner       | James Lancaster                                |            |           |            |            | Principal | Invitado  | 6         |

### Reparto recurrente
| Actor / Actriz                            | Personaje                              | Temporada  | Temporada  | Temporada  | Temporada  | Temporada  |
| Actor / Actriz                            | Personaje                              | 1          | 2          | 3          | 4          | 5          |
| ----------------------------------------- | -------------------------------------- | ---------- | ---------- | ---------- | ---------- | ---------- |
| Marina Orta                               | Alba Romero Méndez (15 años)           | Recurrente | Invitada   | Invitada   | Invitada   |            |
| Itzan Escamilla                           | Francisco Gómez (15 años)              | Recurrente | Invitado   | Invitado   | Invitado   |            |
| Luisa Gavasa                              | Pilar de Senillosa                     | Recurrente |            | Recurrente | Recurrente |            |
| Joan Crosas                               | Emilio Rodríguez "El Halcón"           | Recurrente |            | Invitado   |            |            |
| Tina Sainz                                | Dolores "Doña Lola"                    | Recurrente | Recurrente | Recurrente |            |            |
| Agnés Llobet                              | Marisol Inostroza                      | Recurrente | Recurrente |            |            |            |
| María Garralón                            | Eulalia de Pazos                       | Invitada   | Recurrente |            |            |            |
| Simón Andreu                              | Ricardo Cifuentes Navarro              | Recurrente |            |            |            |            |
| Carles Moreu                              | Indalecio                              | Recurrente |            |            |            |            |
| Javier Laorden                            | Villalba                               | Recurrente |            |            |            |            |
| Antonio Reyes                             | Inspector Beltrán                      | Recurrente |            |            |            |            |
| Andrea Carballo                           | Alexandra "Alex" Uribe                 |            | Recurrente |            |            |            |
| Íñigo Salinero                            | Basilio García Serrano, pastor         |            | Recurrente |            |            |            |
| Pepe Ocio                                 | Dr. Jesús Longoria                     |            | Recurrente |            |            |            |
| Bruto Pomeroy                             | Buendía                                |            | Recurrente | Invitado   |            |            |
| Mauro Martín, Raquel López y Anna Bokstal | Eva Cifuentes Aguilar *                |            |            | Recurrente |            |            |
| Lucía y Alba Cisneros                     | Eva Cifuentes Aguilar *                |            |            |            | Recurrente |            |
| Carla Apolonio                            | Eva Cifuentes Aguilar *                |            |            |            |            | Recurrente |
| Anna Moliner                              | Lucía                                  |            |            | Recurrente |            |            |
| Carlota Baró                              | Miriam Zafra nacida Miriam Expósito    |            |            | Recurrente |            |            |
| Patricia Peñalver                         | Perla                                  |            |            | Recurrente |            |            |
| Marc Fernández                            | Doble Julio Santos                     |            |            | Recurrente |            |            |
| Gaizka Ugarte                             | Fidel                                  |            |            | Recurrente |            |            |
| Iván Marcos                               | Curro                                  |            |            | Recurrente |            |            |
| Isabel Naveira                            | Almudena                               |            |            | Recurrente |            |            |
| Leticia Torres                            | Estíbaliz                              |            |            | Recurrente |            |            |
| Tacuara Casares                           | Catalina                               |            |            | Recurrente |            |            |
| Marisa Lahoz                              | Hermana Asunción                       |            |            | Recurrente |            |            |
| José Luis Alcobendas                      | Heliodoro Calzada, caballero del orden |            |            | Recurrente |            |            |
| Héctor González Nieto                     | Perico                                 |            |            | Recurrente | Invitado   |            |
| Pietro Olivera                            | Ernesto                                |            |            | Recurrente | Invitado   |            |
| Cristóbal Suárez                          | Antonio Castro                         |            |            |            | Recurrente |            |
| Juan Carlos Vellido                       | Gregorio Díaz                          |            |            |            | Recurrente |            |
| Adolfo Fernández                          | Inspector Salas                        |            |            |            | Recurrente |            |
| Eva Martín                                | María Mercedes Viscasillas             |            |            |            | Recurrente |            |
| Lara Corrochano                           | Asunción                               |            |            |            | Recurrente |            |
| Bernabé Fernández                         | Adolfo Valor                           |            |            |            | Recurrente |            |
| Marta Aledo                               | Amalia Terrón                          |            |            |            |            | Recurrente |
| Francisco Nortes                          | Teniente Prado                         |            |            |            |            | Recurrente |
| Paco Manzanedo                            | General Salgado                        |            |            |            |            | Recurrente |
| María Isasi                               | Dolores                                |            |            |            |            | Recurrente |
| Sara Moro                                 | Paula                                  |            |            |            |            | Recurrente |

- Mauro Martín, Raquel López y Anna Bokstal representaron a Eva Cifuentes Aguilar como un bebé durante la tercera temporada, mientras que las gemelas Lucía y Alba Cisneros lo hicieron durante la cuarta. Carla Apolonio interpretó a Eva en la 5 temporada.

## Episodios
| Temporada | Temporada | Episodios | Episodios          | Lanzamiento original    | Lanzamiento original    |
| --------- | --------- | --------- | ------------------ | ----------------------- | ----------------------- |
|           | 1         | 8         | 8                  | 28 de abril de 2017     | 28 de abril de 2017     |
|           | 2         | 8         | 8                  | 25 de diciembre de 2017 | 25 de diciembre de 2017 |
|           | 3         | 8         | 8                  | 7 de septiembre de 2018 | 7 de septiembre de 2018 |
|           | 4         | 8         | 8                  | 9 de agosto de 2019     | 9 de agosto de 2019     |
|           | 5         | 10        | 5                  | 14 de febrero de 2020   | 14 de febrero de 2020   |
| 5         | 5         | 10        | 3 de julio de 2020 | 3 de julio de 2020      |                         |

### Primera temporada (2017)
| N.º en serie | N.º en temp. | Título                         | Dirigido por   | Escrito por | Fecha de lanzamiento original |
| --- | ------------ | ------------------------------ | -------------- | --- | ----------------------------- |
| 1 | 1            | «Capítulo 1: Los sueños»       | Carlos Sedes   | Historia de: Ramón Campos, Gema R. Neira, Teresa Fernández-Valdés & María José Rustarazo Guion de: Ramón Campos & Gema R. Neira                                     | 28 de abril de 2017           |
| En 1928, cuatro jóvenes mujeres comienzan a trabajar en la primera central de telefonía de España. Alba Romero (Blanca Suárez), adoptando el seudónimo de Lidia Aguilar, intenta robar la caja fuerte del edificio, encontrándose con su amor perdido de la infancia, Francisco Gómez (Yon González). Ángeles Vidal (Maggie Civantos), una empleada veterana, es víctima de infidelidad por parte de su marido, Mario Pérez, quién busca convencerla de abandonar su puesto de trabajo. Carlota Rodríguez de Senillosa (Ana Fernández García), una chica perteneciente a la clase alta, se rebela ante el mandato de su padre autoritario. Marga Suárez (Nadia de Santiago), una temerosa chica de pueblo, tiene un encuentro poco agradable con Pablo Santos (Nico Romero) cuando esté la salva de un asalto. |              |                                |                | |                               |
| 2 | 2            | «Capítulo 2: Los recuerdos»    | Carlos Sedes   | Historia de: Ramón Campos, Gema R. Neira, Teresa Fernández-Valdés, María José Rustarazo & Almudena Ocaña Guion de: Gema R. Neira, María José Rustarazo & Jaime Vaca | 28 de abril de 2017           |
| Las chicas y Francisco intentan ayudar a Alba con el dinero que le debe a Beltrán (Antonio Reyes). Marga comienza a sentirse atraída hacia Pablo. Los padres de Carlota intentan convencerla de abandonar la compañía. Ángeles descubre el secreto de Mario gracias a Alba. |              |                                |                | |                               |
| 3 | 3            | «Capítulo 3: Las mentiras»     | David Pinillos | Historia de: Ramón Campos, Gema R. Neira, Teresa Fernández-Valdés, María José Rustarazo & Almudena Ocaña Guion de: Carlos Portela & María José Rustarazo            | 28 de abril de 2017           |
| El chantaje de Beltrán deja en una posición comprometedora a Francisco con su esposa Elisa Cifuentes (Ángela Cremonte). Desesperada por pagar su deuda, Alba finge interés en el heredero de la compañía, Carlos Cifuentes (Martiño Rivas). La cobardía de Marga la hace fingir ser otra persona al momento de relacionarse con Pablo. Ángeles se niega a creer en la infidelidad de su marido. La estadía de Carlota en la compañía se ve amenazada por las influencias de su padre. |              |                                |                | |                               |
| 4 | 4            | «Capítulo 4: Los sentimientos» | David Pinillos | Historia de: Ramón Campos, Gema R. Neira, Teresa Fernández-Valdés & María José Rustarazo Guion de: Carlos Portela                                                   | 28 de abril de 2017           |
| Carlos le cuenta a Alba sobre un invento que podría revolucionar a la compañía. Carlota comienza a experimentar una extraña atracción hacia su jefa, Sara Millán (Ana Polvorosa). Pablo da el primer paso en su relación con Marga. Finalmente, Ángeles decide enfrentar a Mario con consecuencias bastante desagradables. |              |                                |                | |                               |
| 5 | 5            | «Capítulo 5: El pasado»        | Carlos Sedes   | Historia de: Ramón Campos, Gema R. Neira, Teresa Fernández-Valdés, María José Rustarazo & Jaime Vaca Guion de: Carlos Portela                                       | 28 de abril de 2017           |
| La identidad de Lidia es puesta en duda cuando alguien ahonda en su pasado con Francisco. Ángeles sufre una pérdida bastante dolorosa. Pablo demuestra no ser tan honesto como Marga creía. Carlota mantiene un dilema con respecto a sus sentimientos por Sara. |              |                                |                | |                               |
| 6 | 6            | «Capítulo 6: La familia»       | Carlos Sedes   | Historia de: Ramón Campos, Gema R. Neira, Teresa Fernández-Valdés, María José Rustarazo & Jaime Vaca Guion de: Estíbaliz Burgaleta & María José Rustarazo           | 28 de abril de 2017           |
| Las chicas idean un plan para salvar a Ángeles. Inesperados sentimientos dejan a Lidia desconcertada. Carlota hace un sacrificio para ayudar a Sara. Marga aclara las cosas con Pablo. La familia Cifuentes sufre una pérdida repentina. |              |                                |                | |                               |
| 7 | 7            | «Capítulo 7: La pérdida»       | David Pinillos | Historia de: Ramón Campos, Gema R. Neira, Teresa Fernández-Valdés, María José Rustarazo & Jaime Vaca Guion de: Carlos Portela, María José Rustarazo & Jaime Vaca    | 28 de abril de 2017           |
| La compañía lleva a cabo un funeral. Carlos lidia con el duelo y recibe una grata sorpresa. Francisco toma una medida drástica para proteger a Lidia. Carlota hace un macabro descubrimiento sobre su padre. Marga es amenazada por alguien cercano a Pablo. Ángeles sufre las consecuencias de sus actos. |              |                                |                | |                               |
| 8 | 8            | «Capítulo 8: El amor»          | David Pinillos | Historia de: Ramón Campos, Gema R. Neira, Teresa Fernández-Valdés, María José Rustarazo, Jaime Vaca & Carlos Portela Guion de: Carlos Portela & Jaime Vaca          | 28 de abril de 2017           |
| La implementación de un proyecto revolucionario pone en riesgo el puesto de las telefonistas y la confianza de las chicas en Lidia. Pablo intercede por Marga en las amenazas de Marisol. Lidia se sincera con sus amigas. Ángeles toma una difícil decisión para poder estar cerca de su hija. Finalmente, un acto de amor crea un futuro incierto para Lidia y la compañía. |              |                                |                | |                               |

### Segunda temporada (2017)
| N.º en serie | N.º en temp. | Título                           | Dirigido por      | Escrito por | Fecha de lanzamiento original |
| --- | ------------ | -------------------------------- | ----------------- | --- | ----------------------------- |
| 9 | 1            | «Capítulo 9: La elección»        | Carlos Sedes      | Ramón Campos, Gema R. Neira, Teresa Fernández-Valdez, María José Rustarazo, Carlos Portela, Jaime Vaca, Flora Gonzáles Villanueva & Paula Fernández                                                                                 | 25 de diciembre de 2017       |
| En víspera de año nuevo, la compañía posee un nuevo jefe, Adrián Uribe (Ernesto Alterio). Lidia se enfrenta ante un resentido Carlos por un puesto directivo en la compañía. Mientras tanto, la relación de Sara y Carlota es puesta en riesgo por el miedo de está última a la opinión pública. Pablo, por otra parte, busca una oportunidad para proponerle matrimonio a Marga, siendo interrumpido por los pesares de Marisol. La desesperación de Ángeles la lleva a un encuentro desafortunado entre su marido y las chicas que termina en una tragedia. |              |                                  |                   | |                               |
| 10 | 2            | «Capítulo 10: El pacto»          | Carlos Sedes      | Historia de: Ramón Campos, Gema R. Neira, Teresa Fernández-Valdez, María José Rustarazo, Carlos Portela, Jaime Vaca, Flora Gonzáles Villanueva & Paula Fernández Guion de: Almudena Ocaña                                           | 25 de diciembre de 2017       |
| Las chicas intentan ocultar sus huellas y crean una coartada, pero todo se complica por un robo en la compañía. Lidia confía en Francisco para competir contra Carlos. Sara se involucra en lo sucedido para ayudar a Carlota. La credibilidad de Marga se ve afectada cuando Pablo la pilla en una mentira. |              |                                  |                   | |                               |
| 11 | 3            | «Capítulo 11: Los celos»         | Antonio Hernández | Historia de: Ramón Campos, Gema R. Neira, Teresa Fernández-Valdez, María José Rustarazo, Flora Gonzáles Villanueva & Paula Fernández Guion de: Almudena Ocaña                                                                       | 25 de diciembre de 2017       |
| Los directivos de la compañía toman medidas drásticas para evitar otro incidente. La competencia entre Lidia y Carlos se torna más personal. Ángeles lidia con la investigación del inspector Cristóbal Cuevas (Antonio Velázquez). Marisol genera discordia en la relación de Marga y Pablo. Carlota sospecha que Sara le está ocultando algo. |              |                                  |                   | |                               |
| 12 | 4            | «Capítulo 12: La culpa»          | Antonio Hernández | Historia de: Ramón Campos, Gema R. Neira, Teresa Fernández-Valdez, María José Rustarazo, Flora Gonzáles Villanueva & Paula Fernández Guion de: Flora Gonzáles Villanueva, Paula Fernández & María José Rustarazo                    | 25 de diciembre de 2017       |
| Las injusticias en la compañía terminan provocando una huelga. Ángeles intenta averiguar más acerca de Cuevas una vez el auto de Mario aparece. Carlota descubre un secreto de Sara. Pablo intenta arreglar las cosas con Marga. Y Lidia consigue pasar página, aunque no por mucho tiempo. |              |                                  |                   | |                               |
| 13 | 5            | «Capítulo 13: Los secretos»      | Roger Gual        | Historia de: Ramón Campos, Gema R. Neira, Teresa Fernández-Valdez, María José Rustarazo, Flora Gonzáles Villanueva & Paula Fernández Guion de: Almudena Ocaña & María José Rustarazo                                                | 25 de diciembre de 2017       |
| Una noticia inesperada sacude la vida de Lidia. Ángeles consigue un acercamiento más Íntimo con Cuevas. Sara le expresa sus sentimientos a Carlota y decide pedir ayuda médica. Los innumerables secretos terminan fracturando la amistad entre las chicas. |              |                                  |                   | |                               |
| 14 | 6            | «Capítulo 14: La soledad»        | Roger Gual        | Historia de: Ramón Campos, Gema R. Neira, Teresa Fernández-Valdez, María José Rustarazo, Flora Gonzáles Villanueva & Paula Fernández Guion de: Flora Gonzáles Villanueva, Paula Fernández & María José Rustarazo                    | 25 de diciembre de 2017       |
| Ante la aparición de un testigo, Ángeles y Lidia se aprovechan de la confianza de Cristóbal. El embarazo de Lidia altera las metas de Carlos y Francisco, aumentando las fricciones entre ambos. Marga y Pablo consiguen una nueva estabilidad, muy en contra de los deseos de Marisol. Carlota se preocupa por Sara y decide pedirle ayuda a sus amigas. |              |                                  |                   | |                               |
| 15 | 7            | «Capítulo 15: Las oportunidades» | David Pinillos    | Historia de: Ramón Campos, Gema R. Neira, Teresa Fernández-Valdez, María José Rustarazo, Flora Gonzáles Villanueva & Paula Fernández Guion de: María José Rustarazo, Flora Gonzáles Villanueva & Paula Fernández                    | 25 de diciembre de 2017       |
| La aparición de un cuerpo deja en jaque a los futuros planes de las chicas. Ángeles toma las riendas del asunto. Marisol intercede nuevamente en la relación de Marga y Pablo. La relación de Sara y Carlota es expuesta ante sus amigas, quienes expresan su genuino apoyo. Lidia se prepara para una noche importante, pero todo se complica por una redada en la compañía. |              |                                  |                   | |                               |
| 16 | 8            | «Capítulo 16: La inocencia»      | David Pinillos    | Historia de: Ramón Campos, Gema R. Neira, Teresa Fernández-Valdez, María José Rustarazo, Flora Gonzáles Villanueva & Paula Fernández Guion de: Almudena Ocaña, Teresa Fernández-Valdez, Flora Gonzáles Villanueva & Paula Fernández | 25 de diciembre de 2017       |
| Con la detención de Carolina, la amante de Mario, cada una de las chicas intenta seguir con su vida, pero la verdad siempre sale a la luz. Pablo resuelve sus dudas y consuela a una Marga deshecha. Carlota y Sara se unen en una situación desoladora. Ángeles se enfrenta a un Cuevas incrédulo con la verdad, obteniendo una oportunidad de escape. Carlos y Francisco dejan atrás sus diferencias. Lidia, por otro lado, se ve amenazada por la avaricia de la matriarca Cifuentes y termina al borde de la muerte tras un brutal incidente.             |              |                                  |                   | |                               |

### Tercera temporada (2018)
| N.º en serie | N.º en temp. | Título                      | Dirigido por      | Escrito por | Fecha de lanzamiento original |
| --- | ------------ | --------------------------- | ----------------- | --- | ----------------------------- |
| 17 | 1            | «Capítulo 17: El tiempo»    | Roger Gual        | Historia de: Ramón Campos, Gema R. Neira, Teresa Fernández-Valdez, María José Rustarazo, Flora Gonzáles Villanueva & Paula Fernández Guion de: Almudena Ocaña, Paula Fernández, María José Rustarazo & Flora Gonzáles Villanueva   | 7 de septiembre de 2018       |
| Seis meses después del nacimiento de su hija, Eva, Lidia se prepara para su boda con Carlos, recibiendo el apoyo de todos sus seres queridos. Ángeles vuelve de su exilio. Carlota resuelve las diferencias con su padre. Marga conoce a su cuñado, Julio, mellizo de Pablo. Carlos lidia con el disgusto de volver a ver a su madre, Carmen, y Uribe, esté último ahora esposo de Elisa. Todo parece perfecto, pero un aparatoso incendio cambia por completo las vidas de todas las chicas. |              |                             |                   | |                               |
| 18 | 2            | «Capítulo 18: La muerte»    | Roger Gual        | Historia de: Ramón Campos, Gema R. Neira, Teresa Fernández-Valdez, María José Rustarazo, Flora Gonzáles Villanueva & Alberto Grondona Guion de: Almudena Ocaña, María José Rustarazo, Flora Gonzáles Villanueva & Alberto Grondona | 7 de septiembre de 2018       |
| Las chicas lidian con las consecuencias del incendio: Lidia se niega a aceptar la muerte de Eva y comienza a sospechar de Carmen, recibiendo el apoyo de sus amigas en la investigación y, más tarde, de Carlos; Ángeles se alía a Cuevas para detener al poderoso criminal Pedro Guzmán a cambio de obtener su libertad; Marga cuida de un Pablo lesionado mientras comienza a sentir la chispa de su relación agotada, por otro lado, Julio se acopla con la pareja; Carlota recibe la herencia de su padre y decide utilizarla para apoyar en la lucha feminista llevada a cabo por el grupo Las Violetas. |              |                             |                   | |                               |
| 19 | 3            | «Capítulo 19: La verdad»    | Antonio Hernández | Historia de: Ramón Campos, Gema R. Neira, Teresa Fernández-Valdez, María José Rustarazo, Flora Gonzáles Villanueva & Alberto Grondona Guion de: Estíbaliz Burgaleta & María José Rustarazo                                         | 7 de septiembre de 2018       |
| Cuando su credibilidad se ve dañada tras un desafortunado encuentro, Lidia busca ayuda en Francisco y Ángeles para indagar sobre un chantaje hacia Úribe que podría haber provocado el incendio. La misma Ángeles y Cuevas, por otro lado, intentan ganarse la confianza de un Guzmán perspicaz. Carlota y Sara se enfrentan a una miembro radical de su grupo, Lucía, al definir la práctica correcta para luchar contra la injusticia. Con Pablo indispuesto, Julio lo suplanta en la Compañía y Marga se ve forzada a apoyarlo para proteger la dignidad de su marido.                                     |              |                             |                   | |                               |
| 20 | 4            | «Capítulo 20: La venganza»  | Antonio Hernández | Historia de: Ramón Campos, Gema R. Neira, Teresa Fernández-Valdez, María José Rustarazo, Flora Gonzáles Villanueva & Alberto Grondona Guion de: Estíbaliz Burgaleta & María José Rustarazo                                         | 7 de septiembre de 2018       |
| 21 | 5            | «Capítulo 21: El pecado»    | Carlos Sedes      | Historia de: Ramón Campos, Gema R. Neira, Teresa Fernández-Valdez, María José Rustarazo, Flora Gonzáles Villanueva & Alberto Grondona Guion de: Almudena Ocaña                                                                     | 7 de septiembre de 2018       |
| 22 | 6            | «Capítulo 22: La lucha»     | Carlos Sedes      | Historia de: Ramón Campos, Gema R. Neira, Teresa Fernández-Valdez, María José Rustarazo, Flora Gonzáles Villanueva & Paula Fernández Guion de: Estíbaliz Burgaleta & María José Rustarazo                                          | 7 de septiembre de 2018       |
| 23 | 7            | «Capítulo 23: La esperanza» | Roger Gual        | Historia de: Ramón Campos, Gema R. Neira, Teresa Fernández-Valdez, María José Rustarazo, Flora Gonzáles Villanueva & Alberto Grondona Guion de: María José Rustarazo, Flora Gonzáles Villanueva & Alberto Grondona                 | 7 de septiembre de 2018       |
| 24 | 8            | «Capítulo 24: El destino»   | Roger Gual        | Historia de: Ramón Campos, Gema R. Neira, Teresa Fernández-Valdez, María José Rustarazo, Flora Gonzáles Villanueva & Alberto Grondona Guion de: María José Rustarazo, Flora Gonzales Villanueva & Alberto Grondona                 | 7 de septiembre de 2018       |

### Cuarta temporada (2019)
| N.º en serie | N.º en temp. | Título                      | Dirigido por      | Escrito por | Fecha de lanzamiento original |
| ------------ | ------------ | --------------------------- | ----------------- | --- | ----------------------------- |
| 25           | 1            | «Capítulo 25:La igualdad»   | Antonio Hernández | Historia de: Ramón Campos, Gema R. Neira, Teresa Fernández-Valdez, María José Rustarazo, Flora Gonzáles Villanueva & Alberto Grondona Guion de: María José Rustarazo, Flora Gonzáles Villanueva & Alberto Grondona                      | 9 de agosto de 2019           |
| 26           | 2            | «Capítulo 26: La libertad»  | Antonio Hernández | Historia de: Ramón Campos, Gema R. Neira, Teresa Fernández-Valdez, María José Rustarazo, Flora Gonzáles Villanueva & Alberto Grondona Guion de: María José Rustarazo, Flora Gonzáles Villanueva & Alberto Grondona                      | 9 de agosto de 2019           |
| 27           | 3            | «Capítulo 27: La justicia»  | Roger Gual        | Historia de: Ramón Campos, Gema R. Neira, Teresa Fernández-Valdez, María José Rustarazo, Flora Gonzáles Villanueva & Alberto Grondona Guion de: María José Rustarazo, Alberto Grondona & Estabaliz Burgaleta                            | 9 de agosto de 2019           |
| 28           | 4            | «Capítulo 28: El miedo»     | Roger Gual        | Historia de: Ramón Campos, Gema R. Neira, Teresa Fernández-Valdez, María José Rustarazo, Flora Gonzáles Villanueva & Alberto Grondona Guion de: María José Rustarazo, Alberto Grondona, Estabaliz Burgaleta & Teresa Fernández-Valdez   | 9 de agosto de 2019           |
| 29           | 5            | «Capítulo 29: La vida»      | Antonio Hernández | Historia de: Ramón Campos, Gema R. Neira, Teresa Fernández-Valdez, María José Rustarazo, Flora Gonzáles Villanueva & Alberto Grondona Guion de: María José Rustarazo, Flora Gonzáles Villanueva, Alberto Grondona & Estabaliz Burgaleta | 9 de agosto de 2019           |
| 30           | 6            | «Capítulo 30: La duda»      | Antonio Hernández | Historia de: Ramón Campos, Gema R. Neira, Teresa Fernández-Valdez, María José Rustarazo, Flora Gonzáles Villanueva & Alberto Grondona Guion de: María José Rustarazo, Flora Gonzáles Villanueva, Alberto Grondona & Almudena Ocaña      | 9 de agosto de 2019           |
| 31           | 7            | «Capítulo 31: La felicidad» | Roger Gual        | Historia de: Ramón Campos, Gema R. Neira, Teresa Fernández-Valdez, María José Rustarazo, Flora Gonzáles Villanueva & Alberto Grondona Guion de: María José Rustarazo, Flora Gonzáles Villanueva, Alberto Grondona & Estabaliz Burgaleta | 9 de agosto de 2019           |
| 32           | 8            | «Capítulo 32: La suerte»    | Roger Gual        | Historia de: Ramón Campos, Gema R. Neira, Teresa Fernández-Valdez, María José Rustarazo, Flora Gonzáles Villanueva & Alberto Grondona Guion de: María José Rustarazo, Flora Gonzáles Villanueva, Alberto Grondona & Estabaliz Burgaleta | 9 de agosto de 2019           |

### Quinta temporada (2020)
| Parte 1 |    |                             |                      | |                       |
| 33      | 1  | «Capítulo 33: La guerra»    | Antonio Hernández    | Historia de: Teresa Fernández-Valdez, María José Rustarazo, Flora Gonzáles Villanueva & Alberto Grondona Guion de: Estabaliz Burgaleta, Flora Gonzáles Villanueva, Alberto Grondona & María José Rustarazo           | 14 de febrero de 2020 |
| 34      | 2  | «Capítulo 34: El odio»      | Antonio Hernández    | Historia de: Teresa Fernández-Valdez, María José Rustarazo, Flora Gonzáles Villanueva & Alberto Grondona Guion de: Flora Gonzáles Villanueva, Alberto Grondona, Paula Fernández, Curro Serrano & Javier Chacáretegui | 14 de febrero de 2020 |
| 35      | 3  | «Capítulo 35: El valor»     | Antonio Hernández    | Historia de: Teresa Fernández-Valdez, María José Rustarazo & Flora Gonzáles Villanueva Guion de: Flora Gonzáles Villanueva & María José Rustarazo                                                                    | 14 de febrero de 2020 |
| 36      | 4  | «Capítulo 36: El control»   | Manuel Gómez Pereira | Historia de: Teresa Fernández-Valdez, María José Rustarazo, Flora Gonzáles Villanueva & Fran Navarro Guion de: Flora Gonzáles Villanueva, Fran Navarro & María José Rustarazo                                        | 14 de febrero de 2020 |
| 37      | 5  | «Capítulo 37: La locura»    | Antonio Hernández    | Historia de: Teresa Fernández-Valdez, María José Rustarazo, Flora Gonzáles Villanueva & Fran Navarro Guion de: Flora Gonzáles Villanueva, Fran Navarro & María José Rustarazo                                        | 14 de febrero de 2020 |
| Parte 2 |    |                             |                      | |                       |
| 38      | 6  | «Capítulo 38: El poder»     | Antonio Hernández    | Historia de: Teresa Fernández-Valdez, María José Rustarazo, Flora Gonzáles Villanueva & Fran Navarro Guion de: Flora Gonzáles Villanueva, Carlos Portela, Paula Fernández, María José Rustarazo                      | 3 de julio de 2020    |
| 39      | 7  | «Capítulo 39: La paciencia» | Antonio Hernández    | Historia de: Teresa Fernández-Valdez, María José Rustarazo, Flora Gonzáles Villanueva & Fran Navarro Guion de: María José Rustarazo, Flora Gonzáles Villanueva, Fran Navarro                                         | 3 de julio de 2020    |
| 40      | 8  | «Capítulo 40: El dolor»     | Gustavo Ron          | Historia de: Teresa Fernández-Valdez, María José Rustarazo, Flora Gonzáles Villanueva & Fran Navarro Guion de: María José Rustarazo, Flora Gonzáles Villanueva, Fran Navarro                                         | 3 de julio de 2020    |
| 41      | 9  | «Capítulo 41: La derrota»   | Gustavo Ron          | Historia de: Teresa Fernández-Valdez, María José Rustarazo, Flora Gonzáles Villanueva & Fran Navarro Guion de: María José Rustarazo, Flora Gonzáles Villanueva, Fran Navarro                                         | 3 de julio de 2020    |
| 42      | 10 | «Capítulo 42: El Final»     | Carlos Sedes         | Historia de: Teresa Fernández-Valdez, María José Rustarazo, Flora Gonzáles Villanueva & Fran Navarro Guion de: María José Rustarazo, Flora Gonzáles Villanueva, Fran Navarro                                         | 3 de julio de 2020    |

## Premios y nominaciones

### Premios Feroz
| Año  | Categoría                            | Nominados     | Resultado |
| ---- | ------------------------------------ | ------------- | --------- |
| 2017 | Mejor actriz de reparto de una serie | Ana Polvorosa | Nominada  |

### Premios Ondas
| Año  | Categoría                                                | Nominados            | Resultado |
| ---- | -------------------------------------------------------- | -------------------- | --------- |
| 2017 | Mejor webserie de ficción o programa de emisión en línea | Las chicas del cable | Ganador   |

### Premios Fénix
| Año  | Categoría         | Nominados            | Resultado |
| ---- | ----------------- | -------------------- | --------- |
| 2017 | Mejor Serie Drama | Las chicas del cable | Nominada  |

### Premios Platino
| Año  | Categoría                                                  | Nominados            | Resultado |
| ---- | ---------------------------------------------------------- | -------------------- | --------- |
| 2018 | Mejor Miniserie o Teleserie Cinematográfica Iberoamericana | Las chicas del cable | Nominada  |
| 2018 | Mejor Interpretación Femenina en Miniserie o Teleserie     | Blanca Suárez        | Ganadora  |

### Premios de la Unión de Actores
| Año  | Categoría                             | Nominados     | Resultado |
| ---- | ------------------------------------- | ------------- | --------- |
| 2018 | Mejor actriz secundaria de televisión | Ana Polvorosa | Ganadora  |